# (541059) 2018 CQ8
(541059) 2018 CQ8 es un asteroide perteneciente al cinturón de asteroides descubierto el 1 de diciembre de 2008 por el equipo del Mount Lemmon Survey desde el Observatorio del Monte Lemmon, Arizona, Estados Unidos.

## Designación y nombre
Designado provisionalmente como 2018 CQ8.

## Características orbitales
2018 CQ8 está situado a una distancia media del Sol de 2,698 ua, pudiendo alejarse hasta 3,314 ua y acercarse hasta 2,083 ua. Su excentricidad es 0,228 y la inclinación orbital 9,960 grados. Emplea 1619,17 días en completar una órbita alrededor del Sol.

## Características físicas
La magnitud absoluta de 2018 CQ8 es 17,3. 